# علی‌کران
علی‌کران یک روستا در ایران است که در دهستان ارشق مرکزی واقع شده‌است. علی‌کران ۷۳ نفر جمعیت دارد.